# Silur
Silur  je prvohorní útvar v nadloží ordoviku a v podloží devonu. Byl vymezen v roce 1835 Roderickem Murchisonem jako sled mezi kambriem a devonským old redem a nazván podle Silurů, starověkého kmene, který v dané oblasti jižního Walesu sídlil. Toto vymezení bylo časem redukováno vydělením ordoviku. Silur zaujímá časový úsek od 444 do 419 milionů let b2k. Spodní hranice je provázena výraznými horotvornými pohyby (takonská fáze kaledonského vrásnění), přesto po většinu období trvala mořská transgrese. Hranice je vedena na bázi graptolitové zóny Glyptograptus persculptus nebo Akidograptus acuminatus (popř. A. ascensus), dochází na ní k výraznému vyhynutí mořských druhů (až 60 %). Konec siluru je ve znamení mořské regrese v souvislosti s ardenskou fází kaledonského vrásnění, doprovázenou často vulkanickou činností. Tato hranice byla rozhodnutím 24. mezinárodního geologického kongresu v roce 1972 vymezena stratotypem na Klonku u Suchomast a je vedena pod bází graptolitové zóny Monograptus uniforms, která patří již devonu.

## Členění siluru
Dřívější oddělení spodní a svrchní silur byla nahrazena čtyřmi někdejšími pododděleními, která jsou (kromě přídolí) rozdělena na stupně. Podrobnější členění, založené na graptolitech a jiných zkamenělinách je následující:
| dřívější oodělení | epocha / oddělení | délka trvání v Ma | věk / stupeň | vůdčí zkamenělina                                                               | počátek v Ma B2k | odchylka počátku v ±Ma | délka trvání v Ma |
| ----------------- | ----------------- | ----------------- | ------------ | ------------------------------------------------------------------------------- | ---------------- | ---------------------- | ----------------- |
| svrchní silur     | přídolí           | 3,8               | -            | graptoliti - Monograptus parultimus                                             | 423              | 2,3                    | 3,8               |
| svrchní silur     | ludlow            | 4,4               | ludford      | Sactograptus leintwardinensis                                                   | 425,6            | 0,9                    | 2,6               |
| svrchní silur     | ludlow            | 4,4               | gorst        | Neodiversograptus nilssoni                                                      | 427,4            | 0,5                    | 1,8               |
| spodní silur      | wenlock           | 6                 | homer        | Cyrtograptus lundgreni                                                          | 430,5            | 0,7                    | 3,1               |
| spodní silur      | wenlock           | 6                 | sheinwood    | konodonti - Pterospathodus amorphognathoides                                    | 433,4            | 0,8                    | 2,9               |
| spodní silur      | llandovery        | 10,4              | telych       | brachiopodi - Eocelia intermedia, E. curtisi                                    | 438,5            | 1,1                    | 5,1               |
| spodní silur      | llandovery        | 10,4              | aeron        | graptoliti - Monnograptus auserus počátek: graptolit Demirastrites triangulatus | 440,8            | 1,2                    | 2,3               |
| spodní silur      | llandovery        | 10,4              | rhuddan      | Akidograptus ascensus                                                           | 443,8            | 1,5                    | 3                 |

V severní Americe se používají stupně
- cayugan (odpovídá svrchnímu ludlovu)
- lockportian
- tonawandian (odpovídají wenlocku)
- ontarian
- alexandrian (odpovídají llandoveru)

## Paleogeografie
Rozložení kontinentů se příliš nelišilo od ordovického. Gondwana pokračovala v pohybu směrem k severu, čímž se do oblasti jižního pólu dostala i jihozápadní Afrika. Dochází tak k tání ledovců a vzestupu mořské hladiny (sedimentace silurských uloženin na erodované horniny ordoviku). Zmenšuje se vzdálenost mezi Grónskem, sev. Amerikou a Eurasií. Během siluru ležela v rovníkové oblasti značná část severní Ameriky, Grónska, severní Evropy a Asie. Teplou klimatickou zónu indikují organogenní vápence, útesy, ložiska evaporitů. Solná ložiska a pískovcové facie svrchního siluru pak dokládají suché aridní klima. Světového rozšíření dosahuje facie graptolitových břidlic (černé jílovce, prachovce), pelagických sedimentů vznikajících ve stabilním prostředí a též ortocerové vápence, reprezentující často přechod mezi čistě karbonátickou facií a facií graptolitových břidlic. Tyto sedimenty pak umožňují celosvětovou korelaci silurských hornin.

### Tektonika
Na hranici ordoviku a siluru se projevuje takonská fáze (starokaledonská) kaledonské orogeneze, nastává rozsáhlá mořská transgrese s vrcholem ve wenlocku. Dochází ke srážce Evropy se sev. Amerikou a k vyvrásnění nahromaděných sedimentů kambricko-ordovického stáří v kaledonské geosynklinále za vzniku pohoří Kaledonidy, které se táhne od státu New York přes Skotsko, Norsko do Grónska. Tyto procesy začínají již v ludlovu, ale vrcholí erijskou fází v přídolu. Výsledkem je spojení (kratonizace) Erie (kanadský štít, Grónsko) s baltickým štítem a východoevropskou tabulí do jediné pevniny - severoatlantického kontinentu. Ve svrchním siluru moře ustupuje, dochází k rychlé erozi nových pohoří. Severní polokouli pokrývá oceán Panthalassa a nově vzniklý oceán Uralský.

## Život v siluru

### Fauna
- Vůdčími zkamenělinami jsou graptoliti, maximálního rozvoje dosahují jednořadé kolonie řádu Monograptus (Monograptus, Spirograptus, Rastrites, Cyrtograptus), do spodního siluru zasahují i dvojřadé druhy (Climacograptus, Diplograptus, Petalograptus, Retiolites, Stromatograptus). Díky jejich světovému rozšíření je vyčleněno okolo 40 zón, umožňujících biostratigrafické členění.

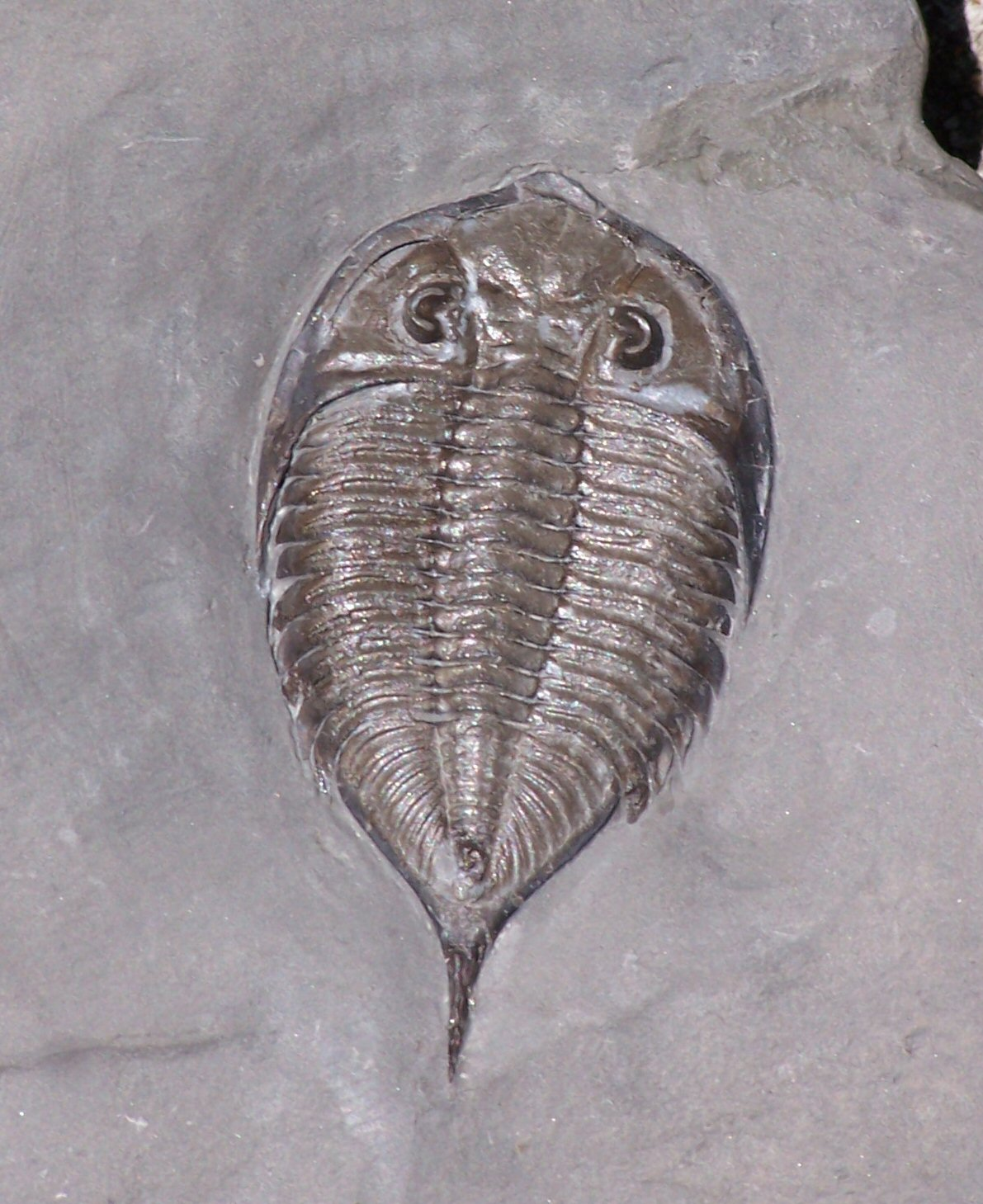
Trilobit rodu Dalmanites limulurus, nález u New Yorku

- Mezi členovci jsou méně než v kambriu a ordoviku rozmanití trilobiti, některé čeledi (Illaenidae, Trinucleidae) dokonce vymírají. Trilobit rodu Dalmanites limulurus, nález u New Yorku Dalšími vůdčími fosíliemi jsou ostrakodi, a to i v prostředí s anomální salinitou (Leperditia). Objevují se zástupci rodu Eurypteridae (různorepi), dosahující obrovských, až 3 m rozměrů. Byli to dravci s mohutnými klepety, obývající mělkovodní mořské (Pterygotus) i lagunární (brakické) prostředí (Eurypterus). Jejich četné nálezy jsou známy z okolí New Yorku. Dle některých autorů morfologie pancířů a dýchací orgány různorepů naznačují možnou adaptaci na suchozemské prostředí. Za první suchozemské členovce jsou však považovány primitivní mnohonožky (Archidesmus), nalezené v Anglii. Ojedinělé jsou nálezy štírů (Scorpionidae).
- Rozšiřují se láčkovci, zejména korálnatci (Anthozoa). Jsou zastoupeni rugosními (Rugosa) i tabulátními (Tabulata) koráli. Hojné byly i stromatopory, tvořené vápenitými kostrami válcovitého nebo bochníkovitého tvaru, dosahující v průměru i přes 2 metry.
- Na dně mělkého moře, ovlivněného prouděním, žily přichyceny lilijice (Crinoidea). Ve svrchním siluru jsou celosvětově stratigraficky významné planktonické formy (scyfokrinitový obzor), u nichž volný konec stopky nese plovoucí orgán (lobolit).
- Velký rozvoj je patrný u měkkýšů, jejichž četní zástupci již připomínají současné formy. Na vrcholu jsou mezi hlavonožci loděnky (Nautiloidea) se schránkami ve tvaru přímého či mírně prohnutého kužele. Tento tvar se postupně stále více ohýbal během vývoje, až vznikla typická zatočená schránka, plně způsobilá života v hlubinných podmínkách. Až do dneška přežívá loděnka hlubinná (Nautilus pompilius). Rovné schránky ortocerů mají horninotvorný význam (tvoří ortocerové vápence). Zástupci gastropodů obývají zejména mělkovodní facie (Platyceras). Mlže zastupují rozličné formy z různých životních prostředí. Krásné české názvy Mila, Panenka, Tetinka, Slava a další pocházejí od Joachima Barrandeho. Pro poznání vývoje měkkýšů měl velký přínos výlov 13 zástupců třídy přílipkovci (Monoplacophora), vylovených roku 1952 dánskou expediční lodí Galathea pro muzeum v Kodani z hloubky 3570 metrů. Nazváni byli Neopilina galatheae.
- Ze siluru jsou známy i nálezy celých koster obratlovců – bezčelistnatých ryb Agnatha (Tremataspis cyathaspis) s chrupavčitou vnitřní kostrou a tělem chráněným kostěným krunýřem, trnoploutvé (Acanthodii) a pancéřnaté (Placodermi) ryby již mají vyvinutu spodní čelist. Tato vznikla pravděpodobně přeměnou předních žaberních oblouků.

### Flóra
Vedle velkého vývoje řas se stále častěji objevují vyšší rostliny. Rody Cooksonia a Baragwanathia reprezentují již rozšířené suchozemské cévnaté rostliny. Rostliny se při přechodu na souš musely bránit před vysycháním silnou pokožkou, opatřenou průduchy, umožňujícími transpiraci. Vodivé pletivo dovoluje rozvádět živiny získané z půdy do horních částí. Zástupci rodu Psilophyton již mají primitivní xylém (dřevo) a floém (lýko), neměli však ještě vyvinut kořenový systém. Množily se výtrusy. Ve svrchním siluru se objevují Rhyniophyta, primitivní plavuně a suchozemské houby.
Z období siluru máme také k dispozici první doklady o rozsáhlých požárech, které zachvátily tehdejší nejstarší stabilní porosty na suché zemi. Tyto fosilní doklady pocházejí z území Walesu a Polska.

## Regionální rozšíření

### Asie
Zůstávají vynořeny staré štíty (angarský, anabarský, kolymský, části čínského a indického štítu). Na okrajích převládají mělkovodní karbonátické facie s hojnou bentickou faunou. V geosynklinálních oblastech se ukládají graptolitové břidlice, peliticko-karbonátické i klastické sedimenty. Ve východouralské a kazachstánské oblasti jsou doprovázeny výlevy láv bazaltového a andezitového typu. Téměř celá severní část je postižena mezi ordovikem a silurem takonským vrásněním, zatímco střední Asie a jižní Čína až mladokaledonskou orogenezí.

### Severní Amerika
Karbonátická facie s útesy společně s evapority dokládají umístění v tropické rovníkové oblasti s aridním klimatem. V appalačské geosynklinále pokrývá mělké moře většinu kontinentu, sedimentují písčité a karbonátické uloženiny, bohaté na faunu (brachiopodi). V pacifické (západní okraj) a franklinské (sev. Kanada, Grónsko) oblasti se ukládají graptolitové břidlice a vápence s pelagickou faunou, dobře korelovatelnou s Barrandienem. Silurské sedimenty s ložisky hematitových rud, solnými ložisky (Velká jezera, až 500 metrů mocnost), ale zejména roponosné struktury v Kanadě mají velký ekonomický význam.

### Jižní Amerika
Z povodí Amazonky a z Bolívie jsou známy jílovito-písčité facie s graptolity, silurského stáří jsou glaciální uloženiny z Argentiny a Bolívie. Mořská fauna má endemický ráz a patří malvinokaffrické provincii. Její charakter svědčí o chladné klimatické oblasti.

### Austrálie
Sedimentace se koncentruje do tasmánské oblasti na východním okraji dnešního kontinentu. Ve spodním siluru byla postižena benambranskou orogenezí, která rozdělila oblast na řadu paralelních pánví. Vrásnění doprovázel kyselý vulkanismus. Svrchní silur zastupují karbonáty s bohatou brachiopodovou, korálovou a trilobitovou faunou, mající vztah k asijské a evropské fauně.

### Afrika
Směrem na jih je zvýšený přínos písčitého materiálu z vynořeného afrického štítu. V severozápadní části, zatopené mořem, sedimentovaly graptolitové břidlice, ve svrchním siluru karbonátická facie s faunou velmi blízkou Barrandienu. Na plynulém přechodu do devonu je v Alžírsku a Maroku dobře vyvinut scyfokrinitový horizont.

### Evropa

#### Severozápadní Evropa
Sedimenty patří do pánve Protoatlantiku, klasickou oblastí je Wales, odkud byl silur poprvé popsán a detailně prozkoumán. Sedimentační prostor SV–JZ směru byl rozčleněn elevacemi, na okraji s mělkovodními písčitými a karbonátickými uloženinami (mocnost až tisíce metrů), v centru s graptolitovými břidlicemi. Tyto jsou v ludlovu díky regresi moře nahrazeny vápenatými sedimenty, bohatými bentickou faunou. Na konci ludlovu sedimentují klastika old redu. Severní část britských ostrovů a severozápadní část Skandinávie byla na hranici silur-devon postižena kaledonským vrásněním v důsledku srážky baltického štítu s bloky Erie. Kaledonská metamorfóza vedla až ke vzniku migmatitů a serpentinitů, doprovázena byla výlevy ofiolitů (bazické lávy) a výstupy granitoidů.

#### Baltická oblast
- ostrov Gotland (Švédsko, hl. město Visby) – klasická oblast mělkovodního slínito-karbonátického vývoje siluru o mocnosti stovek metrů s velmi dobře zachovalými zbytky brachiopodů, korálů, stromatoporů, krinoidů, měkkýšů, trilobitů a ostrakodů. Odkryty byly útesy (biohermy) stromatoporů, korálů a vápenitých řas. Silurský útesový komplex na ostrově Gotland

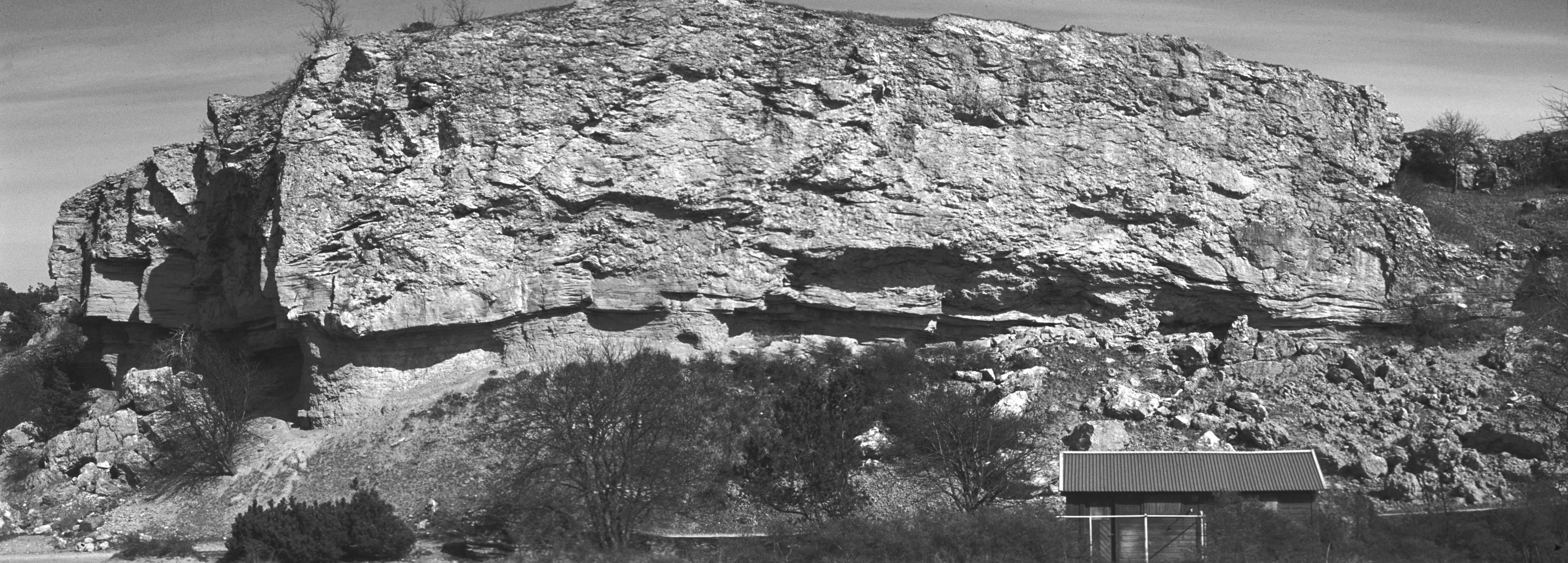
Silurský útesový komplex na ostrově Gotland

- Polsko – silur je znám z vrtů v severovýchodní, střední a jihovýchodní části. Spodní silur má stabilní vývoj s převahou graptolitových břidlic, v ludlovu pokračuje sedimentace jen v severní části (slínité, karbonátické sedimenty mělkého moře) a jižní části (Svatokřížské hory, droby, klastika).
- Ukrajina – výskyty transgresívně uloženého siluru na svrchním ordoviku byly odkryty v zářezech řeky Dněstr. Převládá slínito-karbonátická facie s bentickou faunou, vzácnější jsou graptoliti. Sedimentace pokračuje plynule až do devonu.

#### Alpsko-karpatská oblast
V severní drobové zóně (východní Alpy) patří do siluru grafitické břidlice s ojedinělými graptolity v podloží vápenců, které sedimentovaly i v devonu. Významné jsou nálezy siluru v Karnských Alpách (hranice Rakousko-Itálie), faciálně pestré s faunou českého typu a graptolitovými břidlicemi (sedimentovaly do spodního devonu). V Západních Karpatech se nálezy opírají pouze o mikropaleontologické nálezy ve vlachovském souvrství (fylity, lydity) a klastikách nadložního souvrství Bystrého potoka gelnické skupiny (Čertova hoľa, Betliar, Čučma).

#### Český masív
- Barrandien

Plynulá sedimentace během celého siluru, hojnost nálezů zkamenělin a úroveň prozkoumanosti z něho činí klasickou světovou oblast. Sedimenty siluru leží konkordantně na kosovském souvrství svrchního ordoviku, začátek je charakterizován náhlým nástupem facie graptolitových břidlic zóny Akidograptus ascensus. Bližší členění:
1. liteňské souvrství
  - želkovické vrstvy (břidlice, silicity, vápence, tufity) – llandovery, mocnost 16–24 metrů
  - litohlavské vrstvy (llandovery, černé břidlice, jílovce, 21–75 m)
  - motolské vrstvy (wenlock) – mocnost 100–200 metrů, vápenaté břidlice, graptolitové břidlice (Cyrtograptus), tufitické břidlice, bazické vulkanity oceánického typu (dolerity, pikrity) v submarinních lávových příkrovech s mocnými pyroklastikami o mocnosti až 400 metrů zapříčinily změlčení moře (místy i vynoření), doprovázené karbonátickou sedimentací s bohatou faunou (trilobiti, ramenonožci (brachiopoda), lilijice, koráli)
2. kopanické souvrství (ludlow) – faciálně velmi pestré, mocnost 50–250 metrů, vápenaté břidlice s graptolity, ostrakody, bituminózní ortocerové vápence, organodetritické vápence, vulkanity
3. přídolské souvrství (přídol) – jednodušší faciální vývoj, mocnost 15–80 metrů, tmavé vápence hlubšího, méně prokysličeného moře s vložkami vápnitých břidlic (graptoliti, nautiloidi) a zbytky splavené terestické flóry (Cooksonia), organodetritické vápence mělkovodní facie s přisedlými bentickými živočichy (krinoidi, brachiopodi, trilobiti). Rod Scyphocrinites dosahuje maximálního rozvoje na hranici silur-devon

- rožmitálská oblast – siluru patří starorožmitálské souvrství s graptolitovými břidlicemi (méně jak 50 metrů), vápence nejsou zastoupeny
- metamorfované ostrovy – horniny siluru jsou zachovány na sedlčansko-krásnohorském, mírovickém a čerčanském ostrově, jsou silně kontaktně metamorfovány. Na bázi s tmavými grafitickými chiastolickými břidlicemi s graptolitovou faunou, v nadloží krystalické vápence
- Železné hory – silur vystupuje v jádru vápenopodolské synklinály ve facii tmavých fylitových břidlic (s graptolity, stáří llandovery-wenlock) a tmavých grafitických vápenců s břidličnatými vložkami a pyritem (přídol, scyfokrinitová fauna)
- hlinská zóna – k siluru se řadí mrákotínské vrstvy se slabě metamorfovanými graptolitovými břidlicemi (llandovery-wenlock), pravděpodobně silurské jsou grafitické břidlice a lydity u Poličky
- Drahanská vrchovina – při těžbě železných rud byly objeveny u Stínavy metamorfované graptolitové břidlice (llandovery-wenlock) a šedé vápence s faunou ludlowu-přídolu. Kra silurských hornin je zaklesnuta mezi devon a spodní karbon a její vztah k podloží i nadloží je nejasný
- lužická oblast – grafitické břidlice s vápenci v nadloží v oblasti krkonošsko-jizerského krystalinika - ponikelská skupina – jsou regionálně metamorfovány, paleontologické doklady na území ČR jsou vzácné (Železný Brod, Poniklá – graptoliti, Ještěd)
- sasko-durynská oblast – na ordoviku leží konkordantně spodní graptolitové břidlice (llandovery-ludlow), přecházející do okrového vápence (přídol), vývoj se označuje jako durynská facie (malá mocnost do 50 metrů, hlubokovodní), do ČR nezasahuje.